# Столе Димитрієвський
Столе Димитрієвський (мак. Столе Димитриевски, нар. 25 грудня 1993, Куманово) — македонський футболіст, воротар іспанського клубу «Валенсія» та національної збірної Північної Македонії.

## Клубна кар'єра
Народився 25 грудня 1993 року в місті Куманово. Вихованець футбольної школи клубу «Работнічкі». Дорослу футбольну кар'єру розпочав 2010 року в основній команді того ж клубу, в якій провів два сезони, взявши участь у 18 матчах чемпіонату.
В кінці 2011 року Димитрієвський перейшов в італійське «Удінезе», яке відразу віддала гравця в оренду в «Кадіс», де македонець до кінця сезону грав за резервну команду у Терсері, після чого перейшов до «Гранади», де теж виступав за дублерів у четвертому за рівнем дивізіоні країни. Свій єдиний матч за першу команду Столе провів 23 серпня 2014 року в матчі проти «Депортіво Ла-Корунья» у Ла Лізі, коли основний воротар Роберто був дискваліфікований, а його дублер Оєр Оласабаль мав травму.
16 серпня 2016 року Димитрієвський підписав дворічну угоду з «Хімнастіком». У новій команді в першому сезоні був запасним воротарем, зігравши лише 9 ігор Сегунди, але після уходу 2017 року основного воротаря Маноло Рейни Димитрієвський став першим номером в команді, зігравши у сезоні 2017/18 39 ігор чемпіонату.
31 серпня 2018 року Столе перейшов на правах оренди в клуб Ла Ліги «Райо Вальєкано», де став дублером Альберто Гарсії, але з листопада став основним воротарем, завдяки чому 31 січня 2019 року клуб викупив контракт гравця і підписав з македонцем повноцінну угоду на 3,5 роки. Всього у сезоні 2018/19 Столе зіграв 21 матч чемпіонату, але команда посіла останнє 20 місце і вилетіла до Сегунди. Станом на 19 травня 2021 року відіграв за мадридський клуб 81 матч в національному чемпіонаті.

## Виступи за збірні
2009 року дебютував у складі юнацької збірної Македонії (U-17), загалом на юнацькому рівні взяв участь у 10 іграх.
Протягом 2012—2014 років залучався до складу молодіжної збірної Македонії. На молодіжному рівні зіграв у 16 офіційних матчах, пропустив 22 голи.
12 листопада 2015 року дебютував в офіційних іграх у складі національної збірної Македонії в товариському матчі проти збірної Чорногорії (4:1).
У травні 2021 року Димитрієвський був включений до заявки збірної на дебютний для неї чемпіонат Європи 2020 року.